# کشتن تیموتی مک‌لین
قتل تیم مک‌لین در شامگاه ۳۰ ژوئیه ۲۰۰۸ رخ داد. مک لین، یک مرد ۲۲ ساله کانادایی بود، که پس از سوار شدن در اتوبوسی در حدود ۳۰ کیلومتر (۱۹ مایل) امتداد بزرگراه Trans-Canada، با چاقو، سر بریده و آدمخواری شد. در ۵ مارس ۲۰۰۹، قاتل مک‌لین، یک مرد ۴۰ ساله چینی-کانادایی به نام وینس لی، از نظر جنایی مسئول قتل درجه یک شناخته نشد و به یک مرکز بهداشت روانی با امنیت بالا در سلکرک منتقل شد، جایی که او تا زمان آزادی در ۸ مه ۲۰۱۵ در بازداشت بود.

## حادثه
در ۳۰ ژوئیه ۲۰۰۸، تیم مک‌لین، پس از کار در نمایشگاهی در ادمونتون، در حال بازگشت به خانه در وینیپگ بود. او ادمونتون را با اتوبوسی به مقصد وینیپگ ترک کرد. او در عقب اتوبوس، یک ردیف جلوتر از توالت نشست. ساعت ۶:۵۵ بعد از ظهر، اتوبوس با یک مسافر جدید، وینس ویگوانگ لی، از ایستگاهی در اریکسون حرکت کرد. لی، که به عنوان مردی قد بلند در ۴۰ سالگی توصیف می‌شود، با سر تراشیده و عینک آفتابی، در ابتدا نزدیک جلوی اتوبوس نشسته بود، اما پس از یک توقف برنامه‌ریزی شده برای استراحت در کنار مک لین نشست. مک لین «به سختی» تأیید کرد که لی کنارش بنشیند، سپس در کنار شیشه پنجره به خواب رفت در حالی که هدفون به گوش زده بود.
به گفته شاهدان، مک لین با هدفون خوابیده بود که مردی که در کنارش نشسته بود ناگهان چاقوی بزرگی بیرون آورد و شروع کرد به ضربه زدن به گردن و سینه او. پس از شروع حمله، راننده اتوبوس به کنار جاده کنار زد و همرا با سایر مسافران از وسیله نقلیه فرار کردند. راننده و دو مرد دیگر تلاش کردند تا مک لین را نجات دهند، اما توسط لی تهدید شدند سپس راننده درهای اتوبوس را قفل کرد. لی در نهایت سر مک‌لین را از تن جدا کرد و سر بریده‌اش را به کسانی که بیرون اتوبوس ایستاده بودند نشان داد، سپس به بدن مک‌لین بازگشت و شروع به بریدن قسمت‌های دیگر و مصرف مقداری از گوشت مک‌لین کرد.
ساعت ۸:۳۰ بعد از ظهر، پلیس سواره سلطنتی کانادا گزارشی مبنی بر چاقوکشی در اتوبوسی در غرب شهر دریافت کرد. آنها زمانی که به صحنه جرم رسیدن، مظنون را در اتوبوس مشاهده کردند در حالی که مسافر دیگری، راننده اتوبوس و راننده کامیونی که یک چکش به عنوان سلاح تهیه کرده بود، از فرار او جلوگیری کرده بودند. مسافران دیگر کنار جاده جمع شده بودند و برخی از آنها گریه و استفراغ می‌کردند. از آنجایی که مظنون قبلاً با راندن اتوبوس اقدام به فرار کرده بود، راننده سیستم ایموبلایزر اضطراری را درگیر کرده بود و خودرو را از کار انداخته بود. شاهدان مشاهده کرده بودند که مظنون بدن مک‌لین را با چاقو می‌بریده و سر بریده مک‌لین را حمل می‌کرده‌است.
در ساعت ۹:۰۰ بعد از ظهر، پلیس با مظنون روبه رو شد و مذاکره کنندگان ویژه و یک واحد تاکتیکی به شدت مسلح را احضار کرد. مظنون به‌طور مکرر در طول اتوبوس قدم می‌زد و جسد را دستمالی می‌کرد. افسران پلیس سپس لی را در حال خوردن قسمت‌هایی از بدن مشاهده کردند. در همین حال، مسافران سرگردان از محل حادثه برای مصاحبه منتقل شدند. گزارش شده‌است که افسران شنیده‌اند که لی می‌گوید: «من باید برای همیشه در اتوبوس بمانم.»
در ۳۱ ژوئیه ۲۰۰۸، ساعت ۱:۳۰ صبح، مظنون با شکستن پنجره اقدام به فرار از اتوبوس کرد. پلیس بلافاصله پس از آن لی را دستگیر کرد. او با دو گلوله تیزر مورد اصابت گلوله قرار گرفت، دستبند زده شد و به یک ماشین پلیس منتقل شد. بخش‌هایی از بدن مقتول با کیسه‌های پلاستیکی از اتوبوس خارج شد، در حالی که گوش، بینی و زبان او در جیب‌های لی کشف شد. چشمان قربانی و بخشی از قلب او هرگز پیدا نشدند و فرض بر این است که توسط لی خورده شده‌اند.

## تیم مک لین
تیموتی ریچارد «تیم» مک لین جونیور در ۳ اکتبر ۱۹۸۵ در ویکتوریا، بریتیش کلمبیا به دنیا آمد. او هم در وینیپگ و هم در منیتوبا بزرگ شد. او ۲۲ ساله بود که در ۳۰ ژوئیه ۲۰۰۸ کشته شد. مک‌لین در زمان مرگش به‌عنوان کارمند کارناوال کار می‌کرد.

## وینس لی

### زمینه
وینسنت ویگوانگ «وینس» لی در ۳۰ آوریل ۱۹۶۸ در داندونگ، لیائونینگ به دنیا آمد. در سال ۱۹۹۲، لی از مؤسسه فناوری ووهان با مدرک لیسانس در رشته محاسبات فارغ‌التحصیل شد. از سال ۱۹۹۴ تا ۱۹۹۸، لی در پکن به عنوان مهندس نرم‌افزار کامپیوتر کار کرد. لی در ۱۱ ژوئن 2001 به کانادا مهاجرت کرد (اگرچه برخی روزنامه‌ها به اشتباه سال ۲۰۰۴ را گزارش کردند)، و در ۷ نوامبر ۲۰۰۶ شهروند کانادا شد. روانپزشک استنلی یارن، که بعداً لی را معاینه کرد، گفت که لی در سال ۲۰۰۳ یا ۲۰۰۴ پس از یک حادثه با پلیس استان انتاریو در بیمارستان بستری شد.
او به مدت شش ماه در وینیپگ در پست کلیسا کار کرد. کشیش تام کاستور، که لی را استخدام کرده بود، گفت که به نظر می‌رسید لی از داشتن آن شغل خوشحال بود و با وجود موانع زبانی با سایر اعضای جامعه، متعهد به انجام دادن کار به خوبی بود.
کاستور گفت: «من فکر می‌کنم او گاهی اوقات از اینکه نمی‌توانست ارتباط برقرار کند احساس ناامیدی می‌کرد.» اما ما کارکنان بسیار صبور داریم و به نظر می‌رسید که او به خوبی پاسخ می‌داد. کاستور همچنین گفت که لی قبل از استعفا در بهار ۲۰۰۵ هیچ نشانه‌ای از خشم یا مشکل دیگری از خود نشان نداده. او به عنوان اپراتور لیفتراک در وینیپگ کار می‌کرد.
لی اولین بار در سال ۲۰۰۶ به ادمونتون نقل مکان کرد و ناگهان همسرش را در وینیپگ را تنها گذاشت تا اینکه بعداً به او پیوست. مشاغل او شامل خدمات در وال مارت، رستوران‌های فست فود و تحویل روزنامه بود. رئیس او، وینسنت اوگرت، لی را فردی قابل اعتماد، سخت کوش و بدون هیچ نشانه ای از مشکل توصیف کرد.
چهار هفته قبل از قتل، او در پی «اختلاف» با سایر کارمندان از وال مارت اخراج شد. مدت کوتاهی قبل از حادثه، لی از محل کار خود برای انجام یک مصاحبه شغلی به وینیپگ مرخصی خواست.

### ۲۹ ژوئیه ۲۰۰۸
ساعت ۱۲:۰۵ بعد از ظهر روز ۲۸ ژوئیه در ادمونتون، لی سوار اتوبوسی به مقصد وینیپگ شد. در ۲۹ ژوئیه، حدود ساعت ۶ بعد از ظهر، لی در اریکسون، منیتوبا، با حداقل سه چمدان از اتوبوس پیاده شد و شب را روی نیمکتی در کنار یک خواربارفروشی ماند. به گفته یکی از شاهدان، او در ۳ نیمه شب در حالی که با چشمان کاملاً باز نشسته بود دیده شد. در صبح روز ۳۰ ژوئیه، در حالی که هنوز روی نیمکت بود، لپ تاپ جدید خود را به یک پسر ۱۵ ساله به قیمت ۶۰ دلار فروخت. لپ تاپ توسط پلیس به عنوان مدرک کشف و ضبط شد. پس از آن به پسر یک لپ تاپ جدید برای صداقتش توسط یک تاجر ناشناس داده شد.
شاهدی یه نام گارنت کاتون گفت که مهاجم هنگام وقوع جرم از نظر دیگران آرام به نظر می‌رسید و افزود که رفتار آرام لی او را تحت تأثیر قرار داده‌است. «هیچ خشم و هیچ چیز وجود نداشت. او مانند یک ربات بود که به آن مرد چاقو می‌زد." هنگامی که او به اتهام قتل درجه دوم در دادگاه پورتیج لا پریری ظاهر شد، تنها کلماتی که به زبان می‌آورد این بود که کسی او را بکشد.

### محاکمه
محاکمه لی در ۳ مارس ۲۰۰۹ آغاز شد و لی مدعی شد که به دلیل اختلال روانی مسئولیت کیفری ندارد. این بدان معنی است که او پذیرفت که جرم رخ داده‌است اما ادعا کرد که قادر به تشکیل عنصر ذهنی یا ذهنیت لازم نیست. روانپزشک گفت که لی این حمله را انجام داد زیرا او صداهایی را می‌شنید که معتقد بود از جانب خدا به او می‌گفت شیطانی را که در کنارش نشسته‌است نابود کند وگرنه خودش کشته خواهد شد. قاضی، جان اسکرفیلد، تشخیص را پذیرفت و حکم داد که لی از نظر جنایی مسئول قتل نیست. لی به مرکز بهداشت روانی سلکرک برده شد.

## عواقب
- خانواده تیم مک‌لین شکایتی ۱۵۰۰۰۰ دلاری علیه شرکت اتوبوس‌رانی Greyhound، دادستان کل کانادا و وینس لی ارائه کرده‌اند.[۱۷]
- در ۳ ژوئن ۲۰۱۰، طبق رأی هیئت بررسی استانی، لی اجازه پیاده‌روی در فضای باز تحت نظارت در مرکز بهداشت روانی خود را دریافت کرد.[۱۸]
- در ۱۶ فوریه ۲۰۱۱، دو مسافر، دبرا تاکر و کیلی شاو، علیه لی، گری هاوند، پلیس و دولت کانادا به دلیل قرار گرفتن در معرض سربریدن شکایت کردند. آنها هر کدام ۳ میلیون دلار غرامت می‌خواستند.[۱۹] در ۱۴ ژوئیه ۲۰۱۵، این دو زن از شکایت خود صرف نظر کردند.[۲۰]
- در ۳۰ می ۲۰۱۱، سی‌بی‌سی گزارش داد که لی به درمان روانپزشکی خود پاسخ خوبی می‌دهد و دکترش توصیه کرده‌است که آزادی‌های بیشتری را طی چند ماه آینده دریافت کند.[۲۱]
- در ۱۷ می ۲۰۱۲، نشنال پست گزارش داد که به لی مجوزهای موقت داده شده‌است که به او اجازه می‌دهد از مرکز بهداشت روانی سلکرک برای بازدید از شهر سلکرک، تحت نظارت یک پرستار و افسر نگهبان خارج شود.[۲۲] در مصاحبه ای که لی برای اولین بار صحبت کرد گفت که در سال ۲۰۰۴ شروع به شنیدن " صدای خدا " کرده و می‌خواست مردم را از حمله بیگانگان نجات دهد.[۲۳]
- در ۲۷ فوریه ۲۰۱۴، سی‌بی‌سی گزارش داد که در ۶ مارس، لی اجازه دارد از سلکرک بدون نظارت بازدید کند که از ۳۰ دقیقه شروع می‌شود و به سفرهای یک روزه می‌رسد. از سال ۲۰۱۳، به او اجازه داده شد تا بازدیدهای نظارتی از لاکپورت، وینیپگ و سواحل مجاور داشته باشد.[۲۴]
- در ۱۷ ژوئیه ۲۰۱۴، روزنامه تورنتو سان گزارش داد که یکی از اولین افسران حاضر در صحنه، سرجوخه کن بارکر، خودکشی کرده‌است.[۲۵] خانواده اش در آگهی ترحیم او اظهار داشتند که او از اختلال استرس پس از سانحه رنج می‌برده‌است.[۲۶]
- در ۲۷ فوریه ۲۰۱۵، سی‌بی‌سی نیوز گزارش داد که لی برای بازدید از وینیپگ گذرنامه‌های روزانهٔ بدون نظارت داده شده‌است، به شرطی که در حین مسافرت یک تلفن همراه، همراه داشته باشد.[۲۷]
- در ۸ مه ۲۰۱۵ گزارش شد که لی برای سکونت در خانه‌های گروهی در جامعه مجوز دریافت کرده‌است.[۲۸]
- در فوریه ۲۰۱۶، گزارش شد که لی به‌طور قانونی نام خود را به ویل بیکر تغییر داده‌است و به دنبال ترک خانه گروه خود برای زندگی مستقل است.[۲۹] او در ۲۶ فوریه به پیشنهاد هیئت بازنگری قانون جزا حق زندگی تنها را به دست آورد.[۳۰]
- در ۱۰ فوریه ۲۰۱۷، هیئت بازبینی جنایی مانیتوبا دستور داد لی را آزاد کنند. لی به‌طور مطلق ترخیص شد. هیچ تعهد یا محدودیت قانونی در رابطه با زندگی مستقل لی وجود نخواهد داشت.[۳۱][۳۲]

## در رسانه‌ها
وینسنت (سیدر پرس، ۲۰۱۵)، شعری طولانی از شاعر آمریکایی جوزف فاسانو، اثری تخیلی است که بر اساس این رویداد ساخته شده‌است.